# 버몬트주의 대학 목록
다음은 미국 버몬트주의 대학 목록이다.
- 베닝턴 대학교
- 미들베리 칼리지
- 버몬트 대학교

## 같이 보기
- 미국의 대학 목록